# Ентолімод
Ентолімод (CBLB502) розроблявся компанією Cleveland Biolabs, Inc. за двома процедурами: згідно з правилом FDA щодо ефективності на тваринах як радіопротектор та згідно з традиційним методом схвалення FDA як препарат лікування раку.
Ентолімод — це рекомбінантний білок, який діє як агоніст толл-подібного рецептора 5 (TLR5). Активація TLR5 ентолімодом запускає передачу сигналів NF-κB, мобілізуючи вроджену імунну відповідь, яка стимулює експресію численних генів, включаючи інгібітори апоптозу, поглиначі активних форм кисню та спектра захисних або регенеративних цитокінів.

## Радіопротектор
У 2002 році FDA запровадило правило «ефективності на тваринах», щоб дозволити схвалення певних лікарських засобів і біологічних препаратів, призначених для зменшення або запобігання серйозним або небезпечним для життя станів на основі доказів безпеки під час випробувань на здорових суб'єктах та доказів ефективності у дослідженнях на тваринах, коли дослідження ефективності на людях є неетичними або неможливими.
Ефективність ентолімоду як радіопротектора була оцінена на тваринних моделях. Ці дослідження демонструють, що одноразове введення ентолімоду до або після смертельного опромінення всього тіла призводить до значного покращення виживання тварин. Було показано, що ентолімод зменшує радіаційне ураження як кровотворення, так і шлунково-кишкового тракту (ШКТ) і покращує регенерацію тканин.
Було завершено два клінічних дослідження, які включали введення різних доз ентолімоду 150 здоровим людям. Обидва дослідження продемонстрували, що введення ентолімоду є безпечним у певному діапазоні доз. Найчастішим побічним ефектом, пов'язаним із застосуванням ентолімоду, був транзиторний грипоподібний синдром, що узгоджується з механізмом дії сполуки.
FDA надав ентолімоду статуси «Fast Track» (вільний шлях) і «Orphan Drug» (орфанний препарат) для зниження ризику смерті після потенційно смертельної дози загального опромінення тіла під час або після радіаційної катастрофи.
І міністерство охорони здоров'я та соціальних служб, і міністерство оборони закуповують та утримують медичні запаси препарату для реагування на біотерористичні загрози та нові спалахи інфекційних захворювань. У разі оголошеного надзвичайного стану радіопротектори можуть бути закуплені для Стратегічного національного запасу згідно з дозволом на екстрене використання до їх повного схвалення FDA.

## Онкологія
Доклінічні дослідження показали, що ентолімод має супресивну дію на ріст пухлин, що експресують TLR5. Також було показано, що ентолімод впливає на кілька тваринних моделей метастазування печінки, незалежно від експресії TLR5. Крім того, є свідчення про користь підтримуючої терапії ентолімодом на доклінічних моделях променевої терапії з використанням цитотоксичних засобів з побічними ефектами з боку ШКТ. Захисна дія агоністів TLR5 обмежена нормальними тканинами і не передбачає захисту пухлин від лікування.
Крім того, ентолімод також досліджується як допоміжний засіб до стандартної променевої та хіміотерапії, що дозволить використовувати більш агресивні засоби для атаки на злоякісні клітини та підвищити ефективність лікування раку.